# Ramon Casanellas i Lluch
Ramon Casanellas i Lluch (Barcelona, 1897 - el Bruc, Anoia, 1933) fou un sindicalista i polític català. Militant de la Confederació Nacional del Treball (CNT) i posteriorment del Partit Comunista de Catalunya (PCC). Fou un dels autors de l'atemptat que matà el president espanyol Eduardo Dato el 1921.
Amb només set anys, Ramon Casanellas entrà a treballar d'aprenent en una empresa metal·lúrgica. Amb vuit anys començà a col·laborar amb grups d'acció sindicalistes transportant armes i municions en una cistella. El 1909, amb dotze anys, va participar en els barricades durant els fets de la Setmana Tràgica. El 1911 quante tenia catorze anys, va organitzar una vaga d'aprenents a l'obrador a on treballava i per la qual van obtenir les reivindicacions de millores que demanaven.
Tingué un paper actiu en les vagues revolucionàries del 1918. Era amic de Domènec Masachs Torrente. Va haver d'exiliar-se per un temps, però tornà a Barcelona el 1919. Juntament amb Pere Mateu i Cusidó i Lluís Nicolau i Fort intervingué en l'atemptat on morí el president del govern espanyol Eduardo Dato (8 de març de 1921), com a represàlia per la persecució i assassinats de sindicalistes de Catalunya. Després d'aquesta acció, es refugià a la Unió Soviètica, s'hi va afiliar al PCUS i va estudiar a la Universitat Obrera de Dovjansk a Ucraïna (antigament Sverdlovsk). A la URSS es va casar amb una oficial soviètica i va formar part de l'exèrcit soviètic com a comandant aviador.
El 1924 passà a Mèxic, on va promoure la formació d'organitzacions comunistes mentre treballava de xofer i camàlic. El juny del 1931, tornà a Barcelona, i va participar en la tasca de consolidació del Partit Comunista de Catalunya (PCC) i del Partido Comunista de España (PCE). Fou expulsat pel partit, però més tard fou readmès. Fou detingut per la policia i expulsat el març de 1932, i després patí un atemptat el 28 de febrer de 1933. Morí en un accident de trànsit, juntament amb Francisco del Barrio, quan els dos viatjaven en motocicleta cap a Madrid per assistir a una reunió del partit. Es va sospitar que l'accident fou en realitat un atemptat, ja que havia xocat amb el cotxe d'un empresari barceloní, Josep Tió; les explicacions i la investigació posterior va descartar aquesta possibililtat.
Les restes de Casanellas i de Francisco del Río foren enterrades al Cementiri de Sant Andreu de Barcelona.